# 都會公園 (香港)
都會公園（英語：Metro Park）是香港《啟德發展計劃》終階段的項目之一，為九龍之九龍城區啟德發展區前啟德機場西南部的一座大型公園，佔地24.5公頃，於2028年落成後將會取代大埔海濱公園成為香港面積最大的公園。
都會公園的定位為東九龍的中央公園，因此將會參考有「香港島中央公園」之稱的維多利亞公園，設有更為多種類的康樂及休憩設施。都會公園的沿海部份則設計為海濱長廊，使到公眾能夠接近維多利亞港。都會公園亦會設有林蔭大道，連接九龍城。

## 工程
都會公園將會在舊跑道北端中被打開的缺口上興建，在《啟德發展計劃》中，為解決啟德明渠多年來的惡臭問題，有關政府部門計劃在跑道北端打開一個600米的缺口，之後以樁柱平台覆蓋，以興建都會公園。